# М270
М270 е американска залпова ракетна установка, разработена от Воут Корпорейшън в края на 1970-те години. Пълното название е М270 Multiple Launch Rocket System („Ракетна система за залпов огън (РСЗО)“).
Установката е приета на въоръжение в американската армия през 1983 година и бива изнесена за няколко страни от НАТО. Производството е прекратено през 2003 година, като дотогава са произведени около 1300 установки и над 700 000 ракети. В базовата си конфигурация установката носи 12 ракети, всяка с по една бойна глава с 644 взривни елемента и обсег от 32 километра. Ракетата е с твърдогоривен двигател, калибър 227 милиметра и дължина 3,94 метра. Един от вариантите на М270 носи две тактически балистични ракети MGM-140 вместо 12 артилерийски изстрела. Цената на една установка е около $ 2,3 милиона.
Страни, разполагащи с М270 на въоръжение, са: Бахрейн (9, извън употреба), Великобритания (67), Германия (252), Гърция (36), Дания (12, извън употреба), Египет (32), Израел (48), Италия (22), Норвегия (12, извън употреба), САЩ (991), Турция (12), Финландия (22, от Холандия), Франция (44), Южна Корея (96) и Япония (99).